# Beat Holzhalb
Beat Holzhalb (* 26. Januar 1693 in Zürich; † 2. Februar 1757 ebenda) war ein Schweizer Pietist.

## Leben
Beat Holzhalb war der Sohn des Landvogts Johann Heinrich Holzhalb (* 1666 in Zürich; † 2. Juni 1724) und dessen Ehefrau Anna Margaretha (* 1668 in Zürich; † 11. Juni 1755 ebenda), Tochter von Cornelius von Muralt (1639–1676); er hatte noch zwei Brüder. Aus der ersten Ehe seines Vaters mit Katharina (* 1670; † 1696), Tochter von Christoph Werdmüller (1650–1691) gab es keine Geschwister.
Nach einem Theologiestudium an der Universität Marburg wurde er 1715 ordiniert.
Er war ein Anhänger der Gizendannerschen Inspiration und wurde bereits 1716 von der Zürcher Pietistenkommission verhört und von seinem Pfarramt suspendiert, bis er 1719 entlassen wurde.
1718 hatte er Besuch von den Berner Pfarrern Johannes Ernst aus Leutwil und Franz Ludwig Sprüngli aus Birrwill erhalten, die ebenfalls als Anhänger des Pietismus verdächtigt wurden; diese hatten eine aus Frankfurt am Main stammende, auf Karten gepappte Zettelsammlung, einer geistlichen Lotterie (Silesius-Lotterie) in Gebrauch, die eine Weide, auf der die gläubigen Schafe wohl zwischen gesunden und ungesunden Kräutern zu unterscheiden wissen. Die Lotteriesammlung verband Gerhard Tersteegen später mit seinem Büchlein Geistliches Blumen-Gärtlein Inniger Seelen. 
Er brachte die beiden Pfarrer mit den Pfarrern Christoph Balber (1687–1747), Heinrich Gossweiler (1688–1734) und Johann Jakob Ulrich, Pfarrer (1683–1731) am Oetenbach zusammen, die ebenfalls von der Pietistenkommission verhört worden waren.
In der Folgezeit lebte er vom Familienvermögen und wurde mit Erziehungsaufgaben seines Neffen betraut.
Er unterstützte den Zürcher Stadttrompeter Johann Ludwig Steiner (1688–1761) beim Vertrieb der Berleburger Bibel und weiteren Schriften. Die Berleburger Bibel wurde 1736 als sectiererisch, anstössig und gefährlich und unser heiligsten Religion widerstreitend beurteilt; es wurde bei Strafe verboten, sie ins Land zu bringen.
Beat Holzhalb entwickelte sich zu einem Wortführer des Zürcher pietistischen radikalen Kreises und war in Zürich der Sammelpunkt dieser Strömung. Er versuchte auch, dem Ideal der Ehelosigkeit nachzuleben, wurde jedoch 1735 vom Ehegericht zu einer Geldstrafe verurteilt, weil er anfangs die Vaterschaft an dem Kind seiner Magd bestritt; er blieb jedoch zeit seines Lebens unverheiratet.
Anfangs war er ein Verehrer, später dann jedoch, ab 1736, ein Kritiker und Gegner von Nikolaus Ludwig von Zinzendorf und der Herrnhuter Brüdergemeine. Er stand den Separatisten in der Schweiz und in Deutschland nahe, brach aber auch den Kontakt zur Zürcher Kirche nie vollständig ab.

## Mitgliedschaften
- Beat Holzhalb war Mitglied der Kämbelzunft Zürich.

## Schriften (Auswahl)
- Johann Jakob Hottinger; Beat Holzhalb; David Geßner: Phronesis Tōn Dikaiōn Seu, Doctrina De Iustitia Vera Peccatoris, Fide, Et Utriusque Imputatione: Testimonio Legis, Prophetarum & Apostolorum roborata. Tiguri Gessnerus Zürich 1715.